# اونتردیتفورت
اونتردیتفورت (به آلمانی: Unterdietfurt) یک شهر در آلمان است که در بایرن واقع شده‌است.

## خصوصیات
اونتردیتفورت ۲۷٫۴۹ کیلومترمربع مساحت دارد ۴۲۰ متر بالاتر از سطح دریا واقع شده‌است.